# Terapia interpersonal y de ritmo social
La Terapia interpersona y de ritmo social (IPSRT, por sus siglas en inglés: Interpersonal and Social Rhythm Therapy), desarrollada por la Doctora Ellen Frank y colaboradores en la Universidad de Pittsburgh, se basa en la idea de que las alteraciones en las rutinas diarias y los problemas en las relaciones interpersonales pueden provocar una recaída en episodios maníacos y depresivos que caracterizan el trastorno bipolar.